# Zwakke kernkracht

Het Feynmandiagram voor bèta-min-verval van een neutron in een proton, elektron en elektron-antineutrino door middel van een intermediair zwaar W^{−} boson

De zwakke kernkracht, ook zwakke kracht of zwakke wisselwerking, is een van de vier fundamentele natuurkrachten. In het standaardmodel van de deeltjesfysica wordt de zwakke kernkracht toegeschreven aan de uitwisseling van de zware W- en Z-bosonen. Het bekendste effect van de zwakke kernkracht is bètaverval: de emissie van elektronen door neutronen of van positronen door protonen, die zich in atoomkernen bevinden, en de daarmee geassocieerde radioactiviteit. Het woord zwak slaat hier op het feit dat de veldsterkte van de zwakke kernkracht ongeveer 10−11 van de sterkte van de elektromagnetische kracht en ongeveer 10−13 van de sterkte van de sterke kernkracht bedraagt.
De zwakke kernkracht wordt overgebracht door W-bosonen (W+ en W−) en het Z-boson (Z0) en beïnvloedt
- neutrino's
- geladen leptonen
- quarks

De zwakke kernkracht stelt leptonen en quarks (en hun antimaterie-tegenhangers) in staat energie, massa en lading met elkaar uit te wisselen. Met een veldsterkte, die een factor 109 kleiner is dan de sterke kernkracht blijft de invloed van de zwakke kernkracht beperkt tot in de atoomkern. Deze kleine actieradius wordt verklaard door de relatief grote massa/energie van de zwakke deeltjes (80 GeV). De zwakke wisselwerking schendt de CP-symmetrie.

## Eigenschappen
De zwakke kernkracht is van invloed op alle linkshandige leptonen en quarks. Het is de enige kracht die inwerkt op neutrino's (met uitzondering van de zwaartekracht, die echter op laboratoriumschalen verwaarloosbaar is). De zwakke kernkracht is in een aantal aspecten uniek:
1. Het is de enige wisselwerking die in staat is van smaak te veranderen.
2. Het is de enige wisselwerking die de pariteitssymmetrie P schendt (omdat ze bijna uitsluitend inwerkt op linkshandige deeltjes). Het is ook de enige die de CP-symmetrie schendt.
3. Ze wordt overgebracht door massieve ijkbosonen. Deze ongewone eigenschap (ijkbosonen zijn doorgaans massaloos) wordt in het standaardmodel verklaard door het higgsmechanisme.

Als gevolg van de grote massa van de overbrengerdeeltjes van de zwakke kernkracht (ongeveer 90 GeV), is hun gemiddelde levensverwachting ongeveer 33×10−25 seconden.
Aangezien de zwakke kernkracht zowel zeer zwak is als alleen op zeer korte afstand werkt, is het meest merkbare effect ervan toe te schrijven aan haar andere unieke eigenschap: verandering van smaak. Beschouw een neutron bestaande uit quarks udd, dus een upquark en twee downquarks. Hoewel het neutron zwaarder is dan zijn zusternucleon, het proton (bestaande uit uud), kan het niet vervallen in een proton, zonder de smaak van een van zijn downquarks te veranderen. Noch de sterke kernkracht, noch het elektromagnetisme staan smaakveranderingen toe, dit kan dus alleen door zwak verval. In dit proces verandert in het neutron een downquark in een upquark door de uitstoot van een W−-boson, dat vervolgens opbreekt in een hoog-energetisch elektron en een elektronanti-neutrino. Aangezien hoogenergetische elektronen bètastraling zijn, noemt men dit proces bètaverval.
Als gevolg van de zwakte van de zwakke kernkracht, verloopt verval van zwakke deeltjes veel langzamer dan verval van sterke of elektromagnetische deeltjes. Een elektromagnetisch vervallend neutraal pion heeft bijvoorbeeld een levensduur van ongeveer 10−16 seconden; een zwak vervallend geladen pion bestaat ongeveer10−8 seconden, honderd miljoen keer zo lang. Een vrij neutron bestaat ongeveer 15 minuten en is daarmee het onstabiele subatomaire deeltje met de langste bekende gemiddelde levensverwachting.
Zwakke isospin is voor de zwakke kernkracht wat isospin voor de sterke kernkracht is, en wat massa is voor de zwaartekracht. Zwakke isospin is een kwantumgetal; deeltjes die niet betrokken zijn bij de zwakke kernkracht hebben een waarde van 0. Andere elementaire deeltjes hebben zwakke isospinwaarden van −1/2 of +1/2. Zoals in het geval met elektrische lading, zijn deze twee mogelijke waarden aan elkaar gelijk, behalve dat het teken verschilt. Zwakke isospin wordt geconserveerd: de som van de zwakke isospingetallen van de deeltjes die een reactie verlaten is altijd gelijk aan de som van de zwakke isospingetallen van de deeltjes die de reactie ingaan.

### Wisselwerkingtypen
Er bestaan drie basistypen wisselwerkingen voor de zwakke kernkracht, afgezien van ladingconjugatie en kruisingssymmetrie. Twee van deze drie typen zijn respectievelijk de geladen bosonen en de intermediaire vectorbosonen, die "geladen stroom wisselwerkingen" worden genoemd. Het derde type wordt de "neutrale stroom wisselwerking" genoemd.
- Een geladen lepton (zoals een elektron of een muon) kan een W-boson uitzenden of absorberen en omzetten in een corresponderend neutrino.
- Een downquark (met lading −1/3) kan een W-boson uitzenden of absorberen en overgaan in een superpositie van upquarks. Omgekeerd kan een upquark overgaan in een superpositie van downquarks. De exacte inhoud van deze superpositie wordt gegeven door de CKM-matrix.
- Een lepton of een quark kan een Z-boson uitzenden of absorberen.

Twee "geladen-stroom"-wisselwerkingen samen zijn verantwoordelijk voor het bètaverval. De neutrale stroming wisselwerking werd in 1974 voor het eerst waargenomen in neutrinoverstrooiingexperimenten en in 1983 bevestigd in botsingsexperimenten.

### Symmetrieschending
Men heeft lange tijd gedacht dat de natuurwetten onveranderd blijven onder de spiegeling. Men verwachtte dat de resultaten van een gespiegeld experiment identiek zouden zijn aan de resultaten van een hetzelfde experiment gezien door een spiegel. Het was bekend dat deze zogenoemde wet van behoud van pariteit werd gerespecteerd door de klassieke zwaartekracht en het elektromagnetisme; men nam aan dat hier sprake was van een universele natuurwet. In het midden van de jaren 1950 gaven Chen Ning Yang en Tsung-Dao Lee echter in overweging dat de zwakke kernkracht deze "universele natuurwet" overtrad. Dit vermoeden werd in 1957 in Brookhaven experimenteel bevestigd door de Chinese natuurkundige Chien-Shiung Wu en haar medewerkers die bij bètaverval van kobalt-60 vonden dat de zwakke kernkracht de pariteit schendt. Voor deze ontdekking van Wu kregen Yang en Lee in 1957 de Nobelprijs voor Natuurkunde.
Hoewel de zwakke kernkracht op dat moment meestal werd beschreven met behulp van óf de theorie van Fermi óf een contact vier-fermionen interactie, vroeg de ontdekking van deze pariteitsschending en de renormalisatietheorie om een nieuwe aanpak. Robert Marshak en George Sudarshan in 1957 en iets later ook Richard Feynman en Murray Gell-Mann stelden een V-A (vector minus axiale vector of linkshandige) Lagrangiaan voor zwakke kernkrachten voor. In deze theorie werkt de zwakke kernkracht alleen in op linkshandige deeltjes (en rechtshandige anti-deeltjes). Aangezien de spiegeling van een linkshandige deeltje rechtshandig is, verklaart dit de bovengenoemde maximale schending van pariteit.
Deze theorie stond echter nog toe dat de samengestelde symmetrie, CP behouden bleef: CP combineert pariteit P (verwisselen van links en rechts) met ladingconjugatie, C (verwisselen van deeltjes en anti-deeltjes). In 1964 werd de natuurkundige wereld echter opnieuw verrast, toen James Cronin en Val Fitch in kaon-verval met onomstotelijk bewijs kwamen dat ook de CP-symmetrie gebroken kon worden. Deze ontdekking leverden Cronin en Fitch in 1980 op hun beurt de Nobelprijs voor Natuurkunde op. In tegenstelling tot de P-pariteitsschending, is deze CP-schending echter een zeer klein effect.

## Elektrozwakke theorie
Het standaardmodel van de deeltjesfysica beschrijft de elektromagnetische kracht en de zwakke kernkracht als twee verschillende aspecten van een enkele elektrozwakke wisselwerking. Een theorie hiervoor werd rond 1968 ontwikkeld door Sheldon Glashow, Abdus Salam en Steven Weinberg (zie W-boson en Z-boson). Deze drie wetenschappers werden voor deze theorie in 1970 bekroond met de Nobelprijs voor Natuurkunde.
Volgens de elektrozwakke theorie zijn er bij zeer hoge energieën vier massaloze ijkboson velden, die vergelijkbaar zijn met de fotonen en een complex scalair higgsveld doublet. De ijkbosonen worden geassocieerd met een SU(2) × U(1)-ijksymmetrie. Bij lage energieën verkrijgt een van de higgsvelden echter een vacuümverwachtingswaarde en wordt de ijksymmetrie spontaan opgebroken in U(1)-symmetrie van het elektromagnetisme. Deze symmetriebreking zou drie massaloze Goldstone-bosonen produceren, maar deze drie deeltjes raken door drie fotonachtige velden door middel van het higgsmechanisme met elkaar vervlochten, met als gevolg dat zij na de symmetriebreking over een massa beschikken. Deze drie velden worden de W+, W− en Z-bosonen van de zwakke kernkracht genoemd, terwijl het vierde ijkveld, dat wel massaloos blijft, het vertrouwde foton uit het elektromagnetisme is.
Hoewel deze theorie een aantal voorspellingen heeft gedaan, waaronder een voorspelling voor de massa's van de Z- en W-bosonen, is het higgsboson zelf nog niet officieel ontdekt, hoewel op 4 juli 2012 werd bekendgemaakt dat een deeltje is ontdekt waarvan de massa overeenkomt met die van het higgsboson. Mogelijk gaat het hier om het bewuste deeltje. Het produceren van het higgsboson is een van de belangrijkste doelen van de in 2008/9 in gebruik genomen Large Hadron Collider in CERN.